# Lac Azara
Le lac Azara est un lac d'origine glaciaire situé en Argentine, en Patagonie, dans le département de Río Chico de la province de Santa Cruz. Il se trouve totalement au sein du parc national Perito Moreno.

## Géographie
Le lac Azara se présente sous la forme d'un « V » dont les trois extrémités se situent au nord-ouest, au nord-est et au sud.
Il fait partie du bassin versant du río Pascua qui se jette au Chili dans l'Océan Pacifique. 

Le lac Azara s'intègre dans une chaîne de lacs glaciaires andins. Ses eaux se déversent par son extrémité méridionale dans le lac Nansen. L'émissaire de ce dernier est le río Carrera qui se jette dans le río Mayer peu avant le franchissement de la frontière chilienne par ce dernier. 

Au Chili, le río Mayer se jette dans un des bras du lac San Martín/O'Higgins. Enfin les eaux de cette chaîne lacustre se retrouvent dans l'émissaire de ce dernier lac, le río Pascua.

## Tributaires
La branche nord-est du lac Azara reçoit les eaux du lac Belgrano qui communique avec lui. Il recueille en outre l'eau d'une série de petites rivières dévalant des hauteurs et des montagnes qui l'entourent. 